# Lope de Vega (Philippines)
Pour les articles homonymes, voir Lope de Vega.
Lope de Vega est une localité de la province de Samar du Nord, aux Philippines. En 2015, elle compte 14 687 habitants.